# Cordula Pütter
Cordula Pütter (Heppenheim, 12 november 1960), voorheen Borger, is een voormalig volleyballer en beachvolleyballer uit Duitsland. Ze speelde in de zaal voor de nationale ploeg en werd op het strand Europees kampioen.

## Carrière
Pütter kwam als zaalvolleyballer zowel uit in de Bundesliga als voor de nationale ploeg. In clubverband speelde ze onder meer voor TG Rüsselsheim, 1. VC Wiesbaden, VC Heerlen en Orplid Darmstadt. Als beachvolleyballer werd ze met Tina Klappenbach zowel in 1992 als 1993 twee bij de Duitse kampioenschappen. Daarnaast debuteerde het tweetal in februari 1993 met een negende plaats in Rio de Janeiro in de FIVB World Tour. Vervolgens vormde ze twee jaar een team Beate Paetow. Het eerste jaar speelden ze drie internationale wedstrijden met een zevende plaats in Carolina als beste resultaat. In 1995 namen ze deel aan negen toernooien in de World Tour en behaalden daarbij een zevende (Brisbane) en twee negende plaatsen (Osaka en Espinho). Bovendien wonnen ze in Saint-Quay-Portrieux de Europese titel ten koste van het Noorse duo Merita Berntsen en Ragni Hestad. In eigen land werden ze tweede bij de nationale kampioenschappen. Het jaar daarop deed ze met Andrea Ahmann mee aan het Challenger-toernooi van Vasto en in 1997 eindigde het duo op de derde plek bij de NK. Na haar sportieve carrière ging Pütter aan de slag als volleybaltrainer bij onder andere Eintracht Frankfurt en TG Hanau.

## Palmares
Kampioenschappen beachvolleybal
- 1992:  NK
- 1993:  NK
- 1995:  NK
- 1995:  EK
- 1997:  NK

## Persoonlijk
Pütter is de moeder van Karla Borger die eveneens professioneel beachvolleyballer is.